# Bratříkovice (Nechvalice)
Bratříkovice (německy Bratrikowitz) jsou malá vesnice, část obce Nechvalice v okrese Příbram ve Středočeském kraji. Nachází se asi dva kilometry jižně od Nechvalic. Vesnicí protéká Varovský potok. Je zde evidováno 15 adres. V roce 2011 zde trvale žilo patnáct obyvatel.
Bratříkovice leží v katastrálním území Bratříkovice u Nechvalic o rozloze 2,09 km².

## Historie
První písemná zmínka o vesnici pochází z roku 1381.

## Obyvatelstvo
| Rok            | 1869 | 1880 | 1890 | 1900 | 1910 | 1921 | 1930 | 1950 | 1961 | 1970 | 1980 | 1991 | 2001 | 2011 | 2021 |
| -------------- | ---- | ---- | ---- | ---- | ---- | ---- | ---- | ---- | ---- | ---- | ---- | ---- | ---- | ---- | ---- |
| Počet obyvatel | 183  | 140  | 114  | 100  | 95   | 105  | 91   | 65   | 42   | 34   | 37   | 26   | 24   | 15   | 20   |
| Počet domů     | 21   | 21   | 21   | 16   | 17   | 18   | 18   | 18   | 18   | 14   | 12   | 13   | 13   | 14   | 15   |

## Pamětihodnosti
- Ve vesnici se nachází kaple se zvoničkou.[8] Nad vchodem do kaple je tento nápis: L.1906P.
- Na okraji vesnice se nalézá kaple.

## Galerie

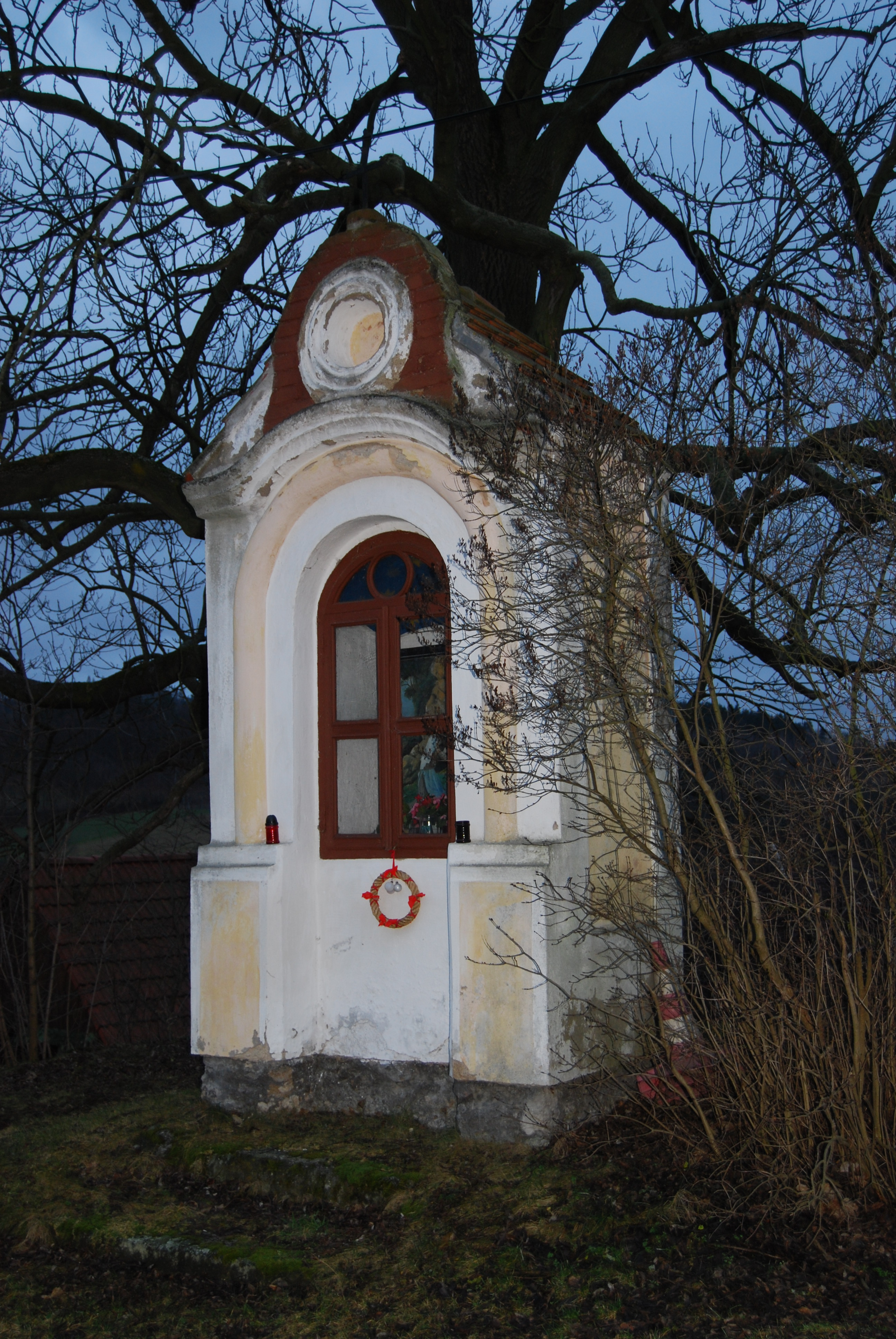
Kaple na okraji vesnice
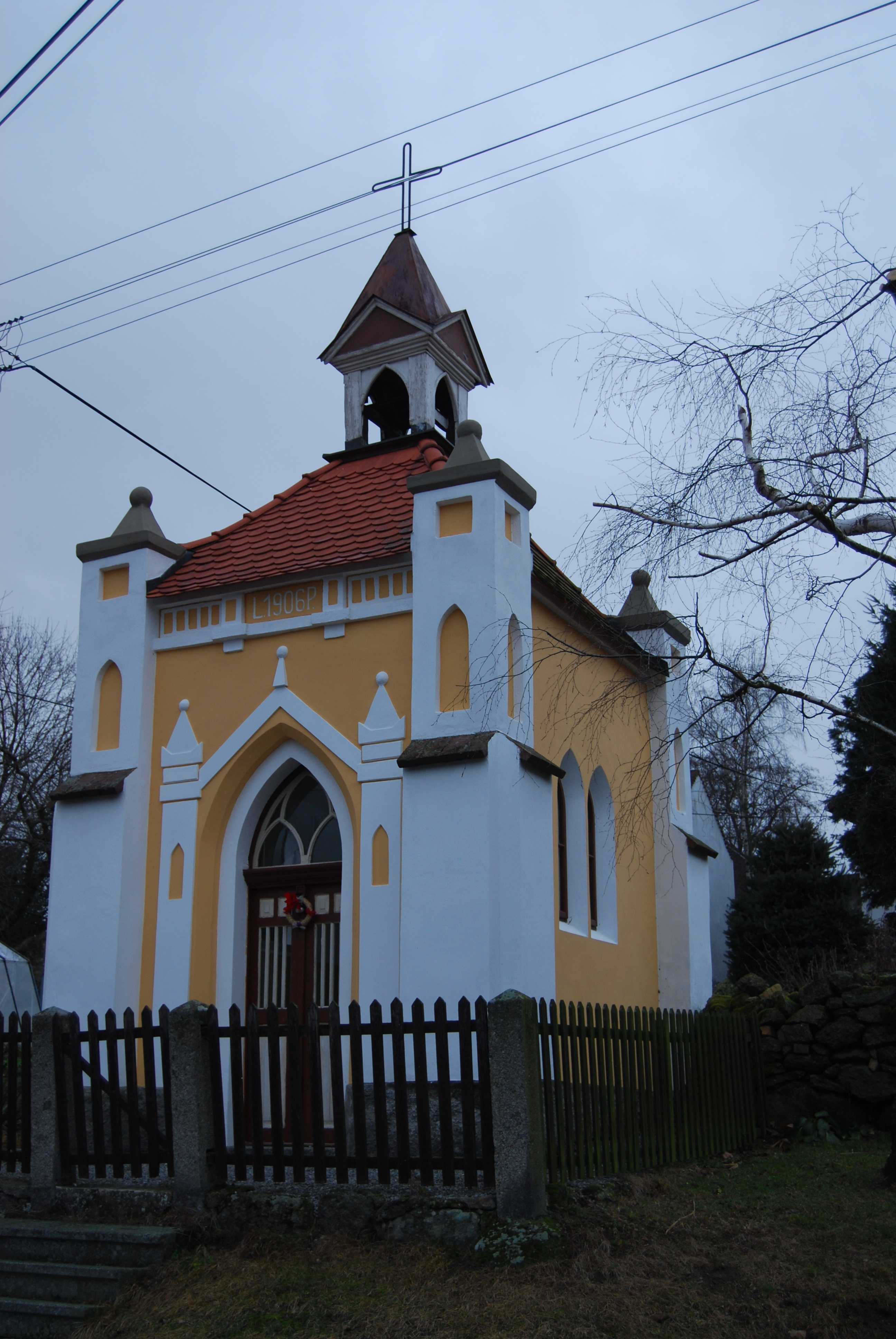
Návesní kaple
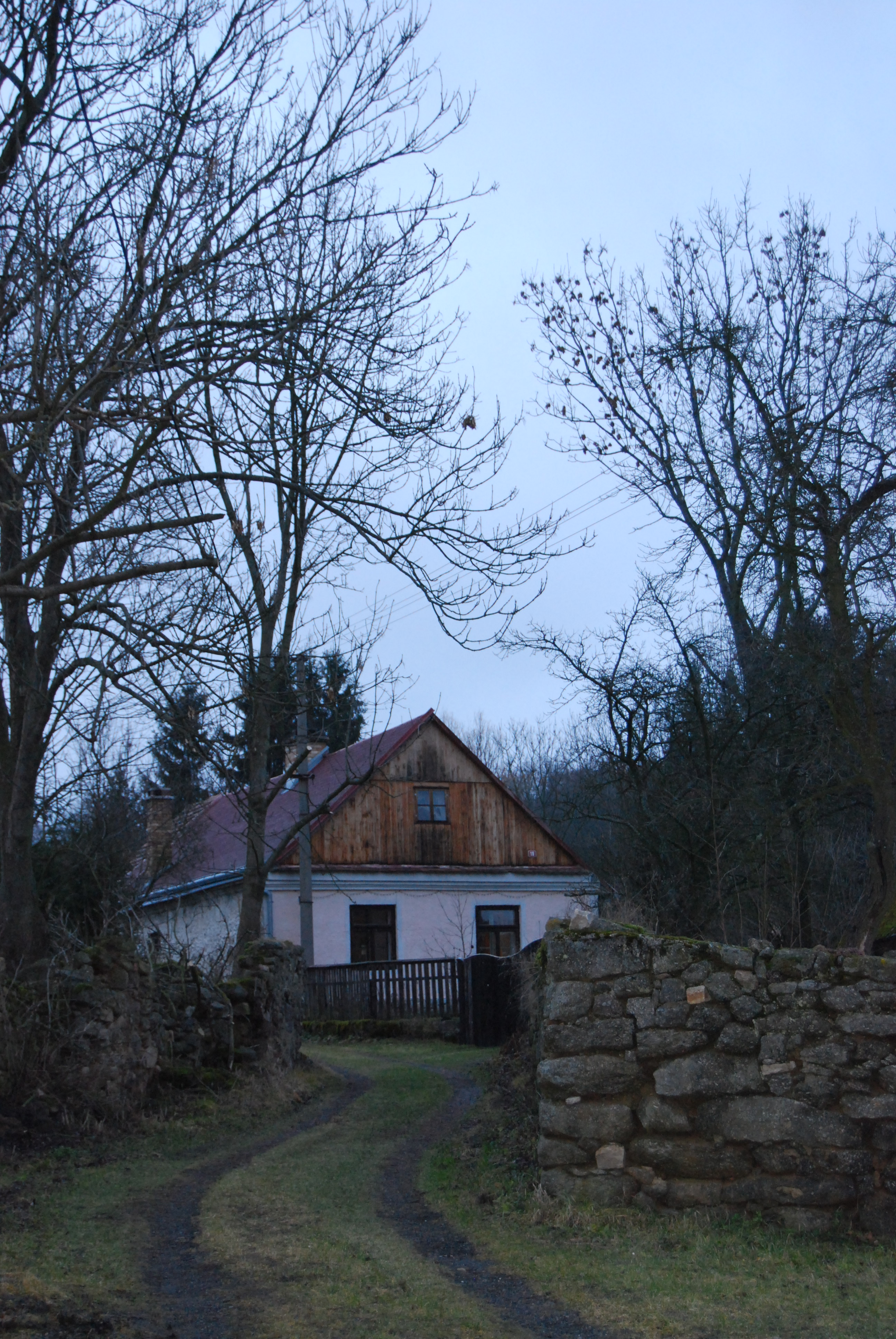
Stavení ve vsi